# Eunice (mitología)
En la mitología griega, Eunice (Εὐνίκη / Euníkē) es una de las nereidas o ninfas del mar, hijas de Nereo y Doris.
El nombre proviene del griego «Εὐνίκη», y significa «de fácil victoria», ya que está compuesto por «êu», que significa «positivo», «feliz», y «níké», que significa «victoria».